# Таджа
Та̀джа (на италиански и на лигурски: Taggia) е град и община в Северна Италия, провинция Империя, регион Лигурия. Разположен е на 39 m надморска височина. Населението на общината е 13 919 души (към 2011 г.).